# Antoni Pleszowski
Antoni Pleszowski (ur. 23 września 1857 w Krakowie, zm. w styczniu 1889 w Meranie) – polski artysta rzeźbiarz.

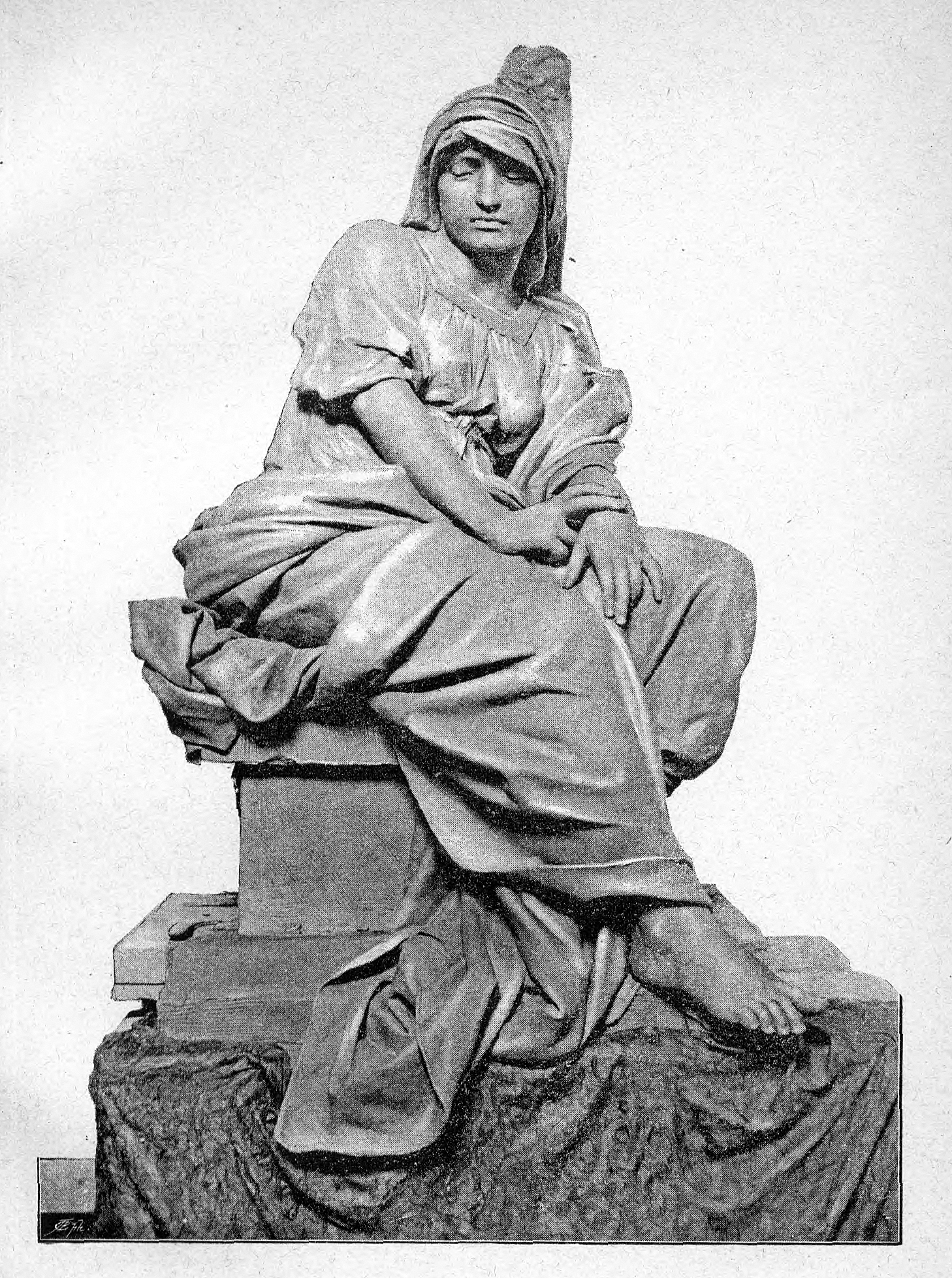
Rzeźba Nad grobem

## Życiorys
Urodził się 23 września 1857 w Krakowie. Pochodził z Krakowa. Studiował w tamtejszej Szkole Sztuk Pięknych. Był tam uczniem Walerego Gadomskiego. Później kształcił się w Akademii Sztuk Pięknych w Wiedniu, będąc tam uczniem Caspara von Zumbuscha oraz w Rzymie. Był tam nagradzany i odznaczany za swoje dzieła Kain i Ślepy młodzieniec (za drugie z nich otrzymał złoty medal od akademii wiedeńskiej). Podczas Wystawy Krajowej w Krakowie w dniu 30 września 1887 otrzymał dyplom honorowy (najwyższa nagroda) w dziedzinie rzeźby za projekt nagrobka pod tytułem Nad grobem. Przedstawił tam także dzieło pt. Popiersie, wykonane z terracoty. Była to pierwsza ogólna wystawa dzieł sztuki polskiej w Krakowie. Rzeźba ta przedstawiała bolejącą postać kobiecą. Wspomniane figury ślepego oraz Nad grobem w 1889 znajdowały się na wystawie w krakowskich Sukiennicach. Inne dzieło Smutek trafiła do Muzeum Narodowego w Krakowie. Kompozycje Pleszowskiego, wykonywane często w brązie i gipsie, były przenoszone na obrazy przez zafascynowanego jego twórczością malarza Emanuela Herncisza i potem drukowane w prasie artystycznej. Rysunkowe reprodukcje rzeźb artysty zamieszczano w niemieckojęzycznym czasopiśmie „Illustrirte Zeitung” oraz w czeskiej gazecie „Zlatá Praha”. Artysta cechował się skromnością, stroniąc od reklamy. Także dlatego, mimo wszelkich podstaw ku temu, nie brał udziału w żadnym z konkursów na pomnik Adama Mickiewicza.
Przez lata zamieszkiwał w Rzymie, a potem osiadł we Lwowie. W ostatnim okresie życia cierpiał na chorobę piersiową. W związku z tym przebywał w krajach o cieplejszym klimacie. Przez pewien czas żył w Konstantynopolu u swojego wuja Gropplera. Po jego śmierci, nadał chorując, przeniósł się do Meranu. Zmarł w styczniu 1889 tamże. Po jego śmierci napisano w „Kurjerze Lwowskim”, że „z całego pokolenia młodych rzeźbiarzy był talentem najwybitniejszym, najwięcej przez znawców uznanym i nagradzanym”.